# Georges Neveux
Georges Neveux (Poltava, 25 agosto 1900 – Le Chesnay, 26 agosto 1982) è stato un poeta e commediografo francese.

## Biografia
Georges Neveux nacque a Poltava, il 25 agosto 1900. Per lui il mondo e la vita "sono un mistero di cui il poeta possiede la chiave" di accesso ai misteri; l'esistenza è qualcosa compresa tra mito e sogno, un complicato labirinto di simboli nel quale non è semplice orientarsi.
Ex-giornalista, si avvicinò alla letteratura pubblicando un libro di versi, intitolato La bellezza del diavolo (La beauté du diable, 1929) e per alcuni anni collaborò con la carica di segretario generale con il Théâtre de l'Athénée, diretto da Louis Jouvet.
Di qui «l'esplorazione del sogno che deve aiutare a conoscere sé stessi»; di qui la sospensione della dimensione temporale, il lungo peregrinare nelle regioni della memoria, lo sdoppiamento della personalità: tutti temi che costituirono la base delle sue opere teatrali. Tra di esse vanno ricordate: Juliet o la chiave dei sogni (Juliette ou la Clé des songes, 1930); Il viaggio di Teseo (Le voyage de Thésée, 1943); Querela contro ignoto (Plainte contre inconnu, 1946); Zamore (1953); Il vampiro di Bougival (Le vampire de Bougival, 1959); Il ladro di Londra (La voleuse de Londres, 1960); Roulette e metropolitana (La roulette et le souterrain, 1967).
La sua prima commedia, Juliet o la chiave dei sogni, di trasognato lirismo, incentrata sulla storia di Michel, che commise un furto nel negozio in cui lavorava, perché voleva viaggiare con Juliet, la donna di cui era grandemente innamorato. Finì in prigione, ma dopo poco fu liberato, perché il suo capo aveva ritirato la denuncia. La trama fu impreziosita da eventi, atmosfere magiche e oniriche e lo spettacolo «oscillava tra assurdità, burlesco, surrealismo e astrazione».
Questo testo fu utilizzato, con ampio successo, come sceneggiatura per un film di Marcel Carné nel 1950, con Gérard Philipe e nell'opera Julietta di Bohuslav Martinů del 1938.
Il suo capolavoro teatrale fu comunque Querela contro ignoto (Plainte contre inconnu), basata sulla querela contro Dio effettuata da un gruppo di persone infelici, considerato responsabile delle loro sofferenze. Questa commedia fu paragonata alle opere di Čechov, per la sua grande ispirazione, che gli diede un buon successo internazionale e fu rappresentata anche in Italia al Piccolo Teatro di Milano.
Conosciuta al pubblico italiano è anche Zamore (1953), uno degli ultimi testi di impegno di Neveux, che svolse anche l'attività di adattatore di testi stranieri.
Neveux continuò a collaborare con il mondo del cinema, come sceneggiatore di numerose pellicole, tra le quali, L'amante pura (1958), Katia, regina senza corona (1959), Arsenio Lupin contro Arsenio Lupin (1962).

## Opere

### Poesia
- La bellezza del diavolo (La beauté du diable, 1929).

### Teatro
- Juliet o la chiave dei sogni (Juliette ou la Clé des songes, 1930);
- Il viaggio di Teseo (Le voyage de Thésée, 1943);
- Querela contro ignoto (Plainte contre inconnu, 1946);
- Zamore (1953);
- Il vampiro di Bougival (Le vampire de Bougival, 1959);
- Il ladro di Londra (La voleuse de Londres, 1960);
- Roulette e metropolitana (La roulette et le souterrain, 1967).

## Filmografia

### Sceneggiatore
- Il negozio al corso (Obchod na korze), regia di Roger Le Bon e Hans Steinhoff (1934);
- Mademoiselle Docteur (Mademoiselle Docteur / Salonique, nid d'espions), regia di Georg Wilhelm Pabst (1937);
- Juliette o la chiave dei sogni (Juliette ou la Clé des songes), regia di Marcel Carné (1950);
- L'amante pura (Christine), regia di Pierre Gaspard-Huit (1958);
- Katia, regina senza corona (Katia) regia di Robert Siodmak (1959).